# Wilhelm Seipp

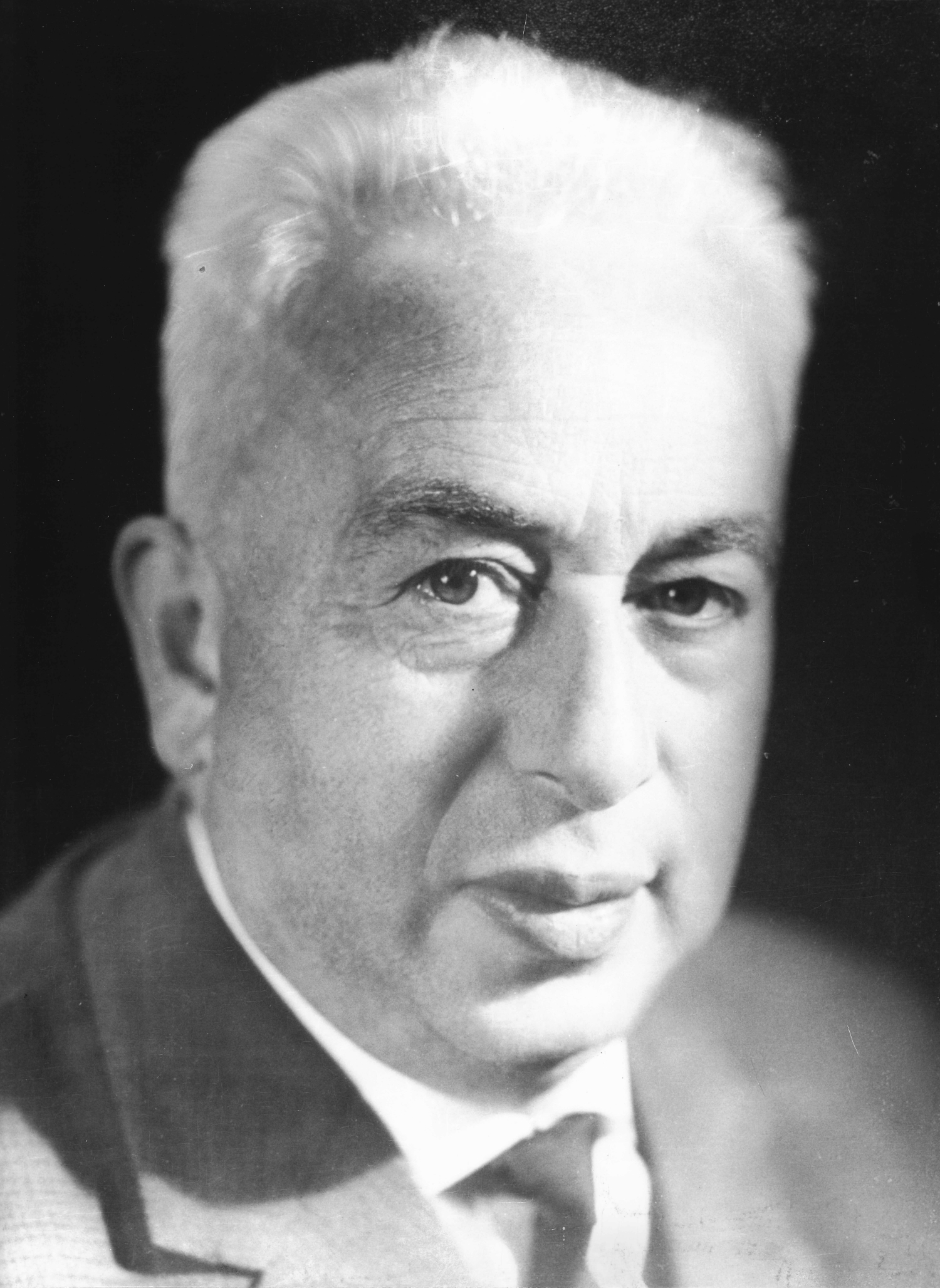
Wilhelm Seipp während seiner Zeit als Landrat

Wilhelm Seipp (* 3. September 1906 in Lollar; † 11. Oktober 1963) war ein deutscher Politiker (SPD).

## Leben
Nach der Volksschule absolvierte Seipp eine Handwerkslehre und eine Ausbildung zum Tiefbauingenieur. Als Ingenieur arbeitete daraufhin in der Baubranche.
Im Jahr 1923 trat er der SPD bei und war bis 1933 ehrenamtlich in der Partei und Kommunalverwaltung tätig. Nach dem Krieg nahm er diese Tätigkeit wieder auf und wurde Kreisamtmann in Gießen (1946–1948) sowie Groß-Gerau (1948–1954). Von 1954 bis zu seinem Tod war er Landrat des Kreises Groß-Gerau. In den Hessischen Landtag wurde Seipp 1958 gewählt. Ihm gelang 1962 die Wiederwahl, allerdings starb er bereits im ersten Jahr der Legislaturperiode. Er gehört dem Landtagsausschuss für Wirtschaft und Verkehr sowie dem Ausschuss für Landwirtschaft und Forsten an.
1959 war Seipp Mitglied der 3. Bundesversammlung.